# 卡蘭卡斯卡河
46°14′12″N 9°08′27″E / 46.23678°N 9.14080°E

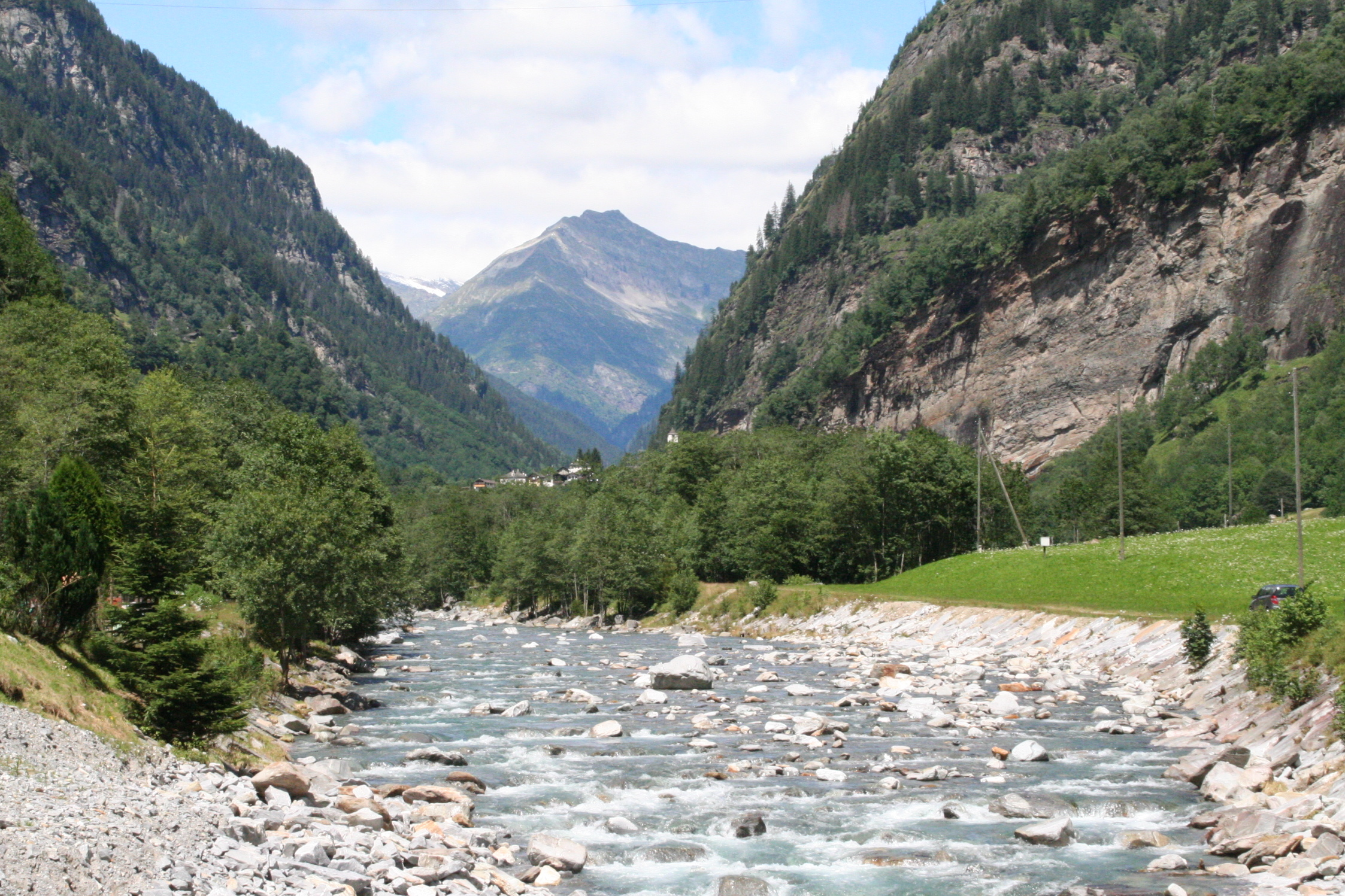

卡蘭卡斯卡河是瑞士的河流，位於該國東南部，流經格勞賓登州，屬於莫埃索河的支流，河道全長31公里，流域面積141平方公里，發源自察波特山南坡。